# 甘いあなたの味
「甘いあなたの味」（あまいあなたのあじ）は、当時ハロー!プロジェクトに属していたメロン記念日のメジャー・デビュー・シングル。2000年2月19日に発売された。

## 収録曲
作詞・作曲：つんく
1. 甘いあなたの味
  - 編曲：棚橋UNA信仁
2. スキップ!
  - 編曲：高橋諭一
3. 甘いあなたの味（Instrumental）

## 参加ミュージシャン
甘いあなたの味
- プログラミング：棚橋UNA信仁
- ギター：山崎淳
- コーラス：つんく

## タイアップ
- 甘いあなたの味
  - TBSテレビ系テレビアニメ『魔術士オーフェンRevenge』後期エンディングテーマ
  - テレビ東京系「アイドルをさがせ!」オープニング・テーマ